# Carolin Leunig
Carolin Leunig (* 14. März 1991 in Clausthal-Zellerfeld) ist eine deutsche Biathletin.

## Sportliche Karriere
Carolin Leunig kam über ihren Bruder Stefan Leunig bereits in jungen Jahren zum Biathlonsport, in dem sie schon im Schülerbereich Ergebnisse unter den ersten Zehn feiern konnte. Im Jugend- und Juniorenbereich erreichte sie mehrere Top-Platzierungen bei nationalen Meisterschaften. So konnte sie bei den deutschen Meisterschaften in den Altersklassen J16 bis J18 drei Jahre in Folge stets einen Meistertitel erringen. Bei den deutschen Juniorenmeisterschaften 2010 triumphierte sie im Einzel und wurde im Sprint Zweite. In der Saison 2010/2011 konnte sie zudem den Alpencup gewinnen. Ihren größten Erfolg erzielte Leunig bei den Biathlon-Juniorenweltmeisterschaften 2011 in Nové Město na Moravě. Dort konnte sie nach einem guten sechsten Platz im Einzel mit der Frauenstaffel an der Seite von Laura Dahlmeier und Birgit Riesle die Bronzemedaille gewinnen.
Leunig ist Mitglied des Förderkaders B* des deutschen Skiverbandes und wird von Frank Spengler trainiert. Zurzeit absolviert Leunig neben dem sportlichen Training eine Ausbildung zur Polizeivollzugsbeamtin in Bad Endorf.